# Les aventures de Tadeu Jones
Les aventures de Tadeu Jones (en castellà Las aventuras de Tadeo Jones) és una pel·lícula d'animació espanyola basada en el personatge fictici Tadeu Jones i estrenada el 31 d'agost de 2012. Se n'estrenà una seqüela, Tadeu Jones 2: El secret del rei Mides, el 2017.

## Repartiment
Tadeo, un home alt i fort, té un nas allargat, una gran boca i les extremitats desproporcionades. És un home considerat per ell mateix com somiador empedreït i fanàtic de l'arqueologia, també és un aventurer passional i enamoradís. Quan era petit li agradava col·leccionar objectes amb la importància que un d'ells fos el que realment cobrés un important valor. Del seu personalitat conserva el seu esperit jove gràcies al qual pot esdevenir una gran aventura, fins al punt que pugui trastocar la seva vida per experimentar. El personatge que interpreta Tadeu està doblat per Óscar Barberán.
Sara Lavrof és una jove dona culta, bella, intel·ligent, activa i amb caràcter. És filla del professor Lavrof, un prestigiós arqueòleg del qual ha seguit molt de prop els passos del seu pare. Es considera una autèntica professional del mitjà que es pren molt seriosament els temes de recerca i tot el que l'envolta. Malgrat haver estat des de sempre un ratolí de biblioteca, és també una noia aventurera i guerrera. Al costat de Tadeu, s'embarca en la recerca del seu pare, que ha estat segrestat pels Oddyseus, una malvada corporació de caçatresors per trobar Paititi, la ciutat perduda i rica. El personatge que interpreta Sara està doblegat per Michelle Jenner.16 17
Freddy és un home-guia peruà. Vestit amb un sorprenent abric multiusos, es creuarà en el seu camí amb Tadeu i aquest li servirà d'ajuda. És, literalment, un buscavides. Amb l'humor com a millor arma, intentarà aprofitar qualsevol situació per vendre qualsevol cosa i, quan te n'adones, ja estàs embolicat i t'ha venut el producte o la xincalla. És una persona que està constantment inventant i improvisant. El personatge que interpreta Freddy és José Corbacho.

## Argument
Tadeu Jones és un paleta espanyol que resideix a Chicago i treballa en la construcció, somiant ser arqueòleg. Després de ser acomiadat pel seu cap visita a un amic seu, el professor Miquel Humbert, perquè inspeccioni una ampolla de Coca Cola que havia trobat a les obres i que només resulta ser una rèplica. En aquest moment, el professor rep un telegrama del seu amic el professor Lavrof perquè viatge a Cuzco per informar d'un important troballa sobre la ciutat inca de Paititi. No obstant això, en arribar a l'aeroport, el professor pateix un accident que li impossibilita viatjar al Perú i Tadeu decideix anar en el seu lloc al costat del seu gos Jeff. Ja a Cuzco, Tadeu coneix Sara, la filla del professor Lavrof, ja Freddy, un venedor errant amb abric multiusos. En aquest moment, és segrestat per uns homes que l'amenacen perquè els de la clau de la ciutat, però Freddy i Sara aconsegueixen salvar. Després unir les dues meitats de la clau, viatgen a Machu Picchu després de rebre una petició de socors del professor Lavrof portada per Belzoni, el lloro mut del profesor.Los homes que busquen el tresor dels inques. No obstant això, la corporació caçatresors els aborda al tren en què van amb la intenció d'arrabassar la clau, però aconsegueixen fugir muntats a lloms de les flames de l'últim vagó del tren. Un cop al poble, són descoberts per Kopponen i els seus homes, però Tadeu, Sara i Freddy escapen muntats en un Globus Burger aerostàtic. Ja en el desert de Nazca són localitzats de nou per Odysseus, que els porten fins al professor Lavrof i Max Mordon, un famós arqueòleg i promès de Sara. Després desxifrar el mapa de la paret, Kopponen part al desert al costat de Lavrof i Mordon per trobar el tresor dels inques. No obstant això Tadeu i Sara troben el veritable mapa i parteixen cap a la selva, però Kopponen els descobreix i troba el temple subterrani. Tadeu i Freddy aconsegueixen lliurar-se dels guàrdies que el vigilaven i Tadeu baixa al temple. Poc després té una trobada amb la mòmia guardiana del temple, però els dos s'espanten de l'altre i surten fugint. Tadeu és descobert per Odysseus i rebel · que Mordon està compinchado amb Kopponen, però Mordon rebel · que Tadeu no és el brillant arqueòleg que diu ser, descobrint Sara d'aquesta manera que Tadeu li havia mentit. Després escapar d'una bola de foc llançada per la mòmia, arriben a una sala plena de quipus, on Mordon tira del quipu equivocat, fent que s'enfonsi el terra. Després tirar a Kopponen al buit, Tadeu aconsegueix obrir la porta. Mordon es cola a la sala i intenta robar l'Indi d'or per obtenir la vida eterna, però la mòmia l'hi impedeix pujada en un enorme golem de pedra. Després enganyar la mòmia, Mordon aconsegueix pujar al golem i destrossar el vidre que protegia l'Indi d'or i obté la vida eterna, però a canvi és convertit ell també en una mòmia. Després tancar Mordon, la mòmia deixa anar a Tadeu, Sara i el professor amb la promesa de no dir res sobre la ciutat. En tornar a la superfície, fan creure a Freddy que el tresor dels inques no existia i aquest se'n va decebut. En aquest moment, Sara confessa a Tadeu el que sent per ell i li fa un petó. La pel·lícula acaba amb Tadeu, Sara, Lavrof, Jeff i Belzoni allunyant-se en un dels vehicles de Odysseus.

## Personatge
Enrique Gato va decidir crear un nou personatge per donar més dinamisme al dels seus anteriors treballs, i se li va ocórrer fer una paròdia d'Indiana Jones.19 El personatge va ser creat a partir del programa 3ds Max.20 David García va donar veu al personatge en el primer curtmetratge, on no parlava però feia exclamacions i murmuris, 19 i en la segona per Jordi Brau, on sí hablaba.21 D'altra banda, en el primer llargmetratge d'animació, els actors de doblatge són José Mota, Michelle Jenner i Óscar Barberán, com Freddy, Sara i Tadeu respectivamente.11 Quant al doblatge del film en la llengua catalana, és José Corbacho qui substitueix el còmic manchego.18

### Creació
La creació del personatge de Tadeu Jones es va produir quan, el 2001, Enrique Gato buscava donar-li a la seva obra un toc de més d'humor i acció que els seus anteriors treballs, 19 ja que havia notat en Bestiola-un altre curt seu-moviments molt estàtics, 22 per la qual cosa va optar per parodiar Indiana Jones. No obstant això, el projecte no començaria fins a dos anys després quan va començar a redactar el guió que li serviria per portar-lo a la pantalla gran.19

### Desenvolupament
En un primer moment, el model era molt senzill i amb ell es va fer una prova d'animació facial, amb 4 gestos bàsics, i un test d'animació usat com teaser, observant el director que havia opcions per convertir-se en el protagonista d'un curtmetratge. 22 Per al segon curtmetratge, el director volia mostrar alguna cosa sobre la vida personal del personatge, cosa que no es mostrava al anteriorcomo era el barri on viu i els seus gustos alimentaris, hamburguesa.23 Els realitzadors van muntar a l'abril de 2008 el seu propi estudi d'animació Lightbox Entertainment per produir pel·lícules d'animació 3D per a un mercat global. A partir d'aquest moment van començar a realitzar el llargmetratge Les aventures de Tadeu Jones amb Tadeu com a protagonista, en ell és un obrer de la construcció que en les seves estones lliures es dedica a la arqueología.24 Les dues historietes realitzades per Jan per promocionar el llargmetratge protagonitzat per Tadeu, 25 van servir com storyboards per aquest largometraje.26 Gat també va intentar portar-lo al terreny dels videojocs, però el resultat no va ser com esperava i va decidir abandonar la idea.

### Aspecte físic
El nas allargada, la gran boca i les extremitats desproporcionades del personatge de Tadeu Jones s'inspira en els dissenys del dibuixant de còmic Juan López Fernández (JAN). La figura s'inspira principalment a Indiana Jones, com es pot veure en el seu barret i l'esquema de la camisa de color clar i els seus pantalons foscos. No obstant això, se li dona un aire de boy-scout per simbolitzar la seva mentalitat infantil, com és amb l'ús d'una motxilla.

### Animació
A l'hora d'animar al personatge, es van fer tres formes basades en la mateixa forma geomètrica, una amb tota la vestimenta, una altra sense barret i camisa i l'última només amb les botes i els calzoncillos.22 L'animació es va realitzar en Character Studio, sense adaptar el volum de les peces. El cap és independent, per als ulls també tenien una geometria independent i les parpelles uns controls específics. Un dels problemes va ser que no volien que el personatge perdés el barret fins al final del curt fent que perdés expressivitat, per això es va animar tot a excepció del barret i després es va adaptar a Tadeu amb aquest puesto.22 L'equip d'animació, integrat per David Ordieres, entre d'altres cent empleats del film, explica que va treballar durant quatre anys en el desenvolupament i l'animació dels personatges.

## Doblatge en altres mitjans
David García va donar veu al personatge en el primer curtmetratge, on no parlava però feia exclamacions i murmuris, 19 i en la segona per Jordi Brau, on sí parlava. 21 El motiu pel qual Enrique Gato va voler donar-li veu al personatge era per experimentar com seria la veu del personatge per realitzar un projecte més llarg. 29 D'altra banda, en el primer llargmetratge d'animació, els actors de doblatge són José Mota, Michelle Jenner i Óscar Barberán, com Freddy, Sara i Tadeu respectivament. 11 Quant a la versió en català de la pel·lícula, la veu de Mota va ser posteriorment substituïda i doblada per la de l'actor i humorista José Corbacho.18

## Producció
La pel·lícula està produïda entre Lightbox Entertainment, Telecinco Cinema, El Toro Pictures, Ikiru Films i Telefónica Produccions en coproducció amb Media Networks. Comptant a més amb la participació d'AXN, Televisió de Catalunya, Grup Intereconomia, Mediaset Espanya i Canal +, 30 la distribució es va dur a terme per la filial a Espanya de Paramount Pictures.31 La pel·lícula es va convertir en el primer llargmetratge animat dels personatges, que va començar amb els curts animats d'Enrique Gato.
[Editar] Banda sonora
La banda sonora de la pel·lícula està composta per Zacaries M. de la Riva. No obstant això, el tema principal va a càrrec de Juan Magán i Belinda, interpretant "Et vaig a esperar" 32 Aquesta cançó, es va col·locar al número 1 de les llistes d'Espanya a iTunes i Spotify. D'altra banda, la BSO de la pel·lícula compta també amb cançons dels grups One Direction i The Monomes.33

## Crítica
Fausto Fernández, de la revista cinematogràfica espanyola Fotogramas, li va posar una puntuació de tres estrelles sobre cinc, qualificant-la com la millor pel·lícula d'animació espanyola de la història, on va aprovar la qualitat dels seus efectes visuals, els personatges de repartiment, encara que va esmentar que aquesta pecava amb els temes musicals escollits. També va afegir que no té res a envejar a títols amb major pressupost com a producte de dibuixos animados.34 Carmen L. Llop, del diari La Razón, li va posar una puntuació de tres estrelles sobre cinc, qualificant-la com una història càndida, molt influïda pels còmics i trepidant despullada de qualsevol doble sentit maliciós i plena, així mateix, d'escenes que semblen extretes d'un videojoc, afegint que els escenaris on es desenvolupen resulten impresionantes.35 Per la seva banda Jordi Batlle Caminal de La Vanguardia, va escriure que «l'animació és d'alt nivell. Els secundaris estan dissenyats amb enginy. En definitiva, és un producte digne, amb ànima de blockbuster »36 També va ser qualificada amb una puntuació de tres punts sobre quatre.
D'altra banda, la web Rotten Tomatoes especialitzada en la valoració de pel·lícules per crítics de cinema, aprova el llargmetratge de Gat amb un 97% de les votaciones.37 Quant a la mostra del gran suport del públic, va ser rebre valoracions en pàgines web especialitzades com IMDb i FilmAffinity amb una nota superior entre els 5,5 i sis punts sobre diez.38 També destacar que la pel·lícula va tenir bona recepció de la crítica a Espanya.
J. Mas de ABC: Una història senzilla, directa i sense sobredosi de referències metacinéfilos.
David Bernal de Cinemanía: Pot satisfer l'espectador sense pretensions, però no a qui busqui art, geni i cor.
Javier Ocaña d'El País: Espanya s'anima. Estem davant un salt, però encara no davant el definitiu. Potser sí en el comercial, no en l'artístic.

## Premis i nominacions
| Premi        | Categoria                          | Persona/es                                                                     | Resultat   |
| ------------ | ---------------------------------- | ------------------------------------------------------------------------------ | ---------- |
| Premis Gaudí | Millor pel·lícula d'animació       |                                                                                | Guanyadora |
| Premis Gaudí | Millor música original             | Zacarías Martínez de la Riva                                                   | Nominat    |
| Premis Gaudí | Millors efectes especials/digitals | José María Aragonés                                                            | Guanyador  |
| Premis Gaudí | Millor so                          | Carlos Faruolo, Kiku Vidal i Jaime Fernández                                   | Nominats   |
| Premis Goya  | Millor pel·lícula d'animació       |                                                                                | Guanyadora |
| Premis Goya  | Millor director novell             | Enrique Gato                                                                   | Guanyador  |
| Premis Goya  | Millor música original             | Álex Martínez i Zacarías M. de la Riva                                         | Nominats   |
| Premis Goya  | Millor cançó original              | Juan Magán amb "Te voy a esperar"                                              | Nominat    |
| Premis Goya  | Millor guió adaptat                | Javier Barreiro, Neil Landau, Ignacio del Moral, Gorka Magallón i Jordi Gasull | Guanyadors |

## Taquilla

### Recaptació
En la seva estrena va recaptar 2,8 milions d'euros en 326 cinemes, ocupant prop de 460 pantalles, obtenint una mitjana per cinema de 8.750 euros i elevant la mitjana per còpia més alta d'una pel·lícula a Espanya de la historia. El film d'Enrique Gato es va convertir, en aquest moment, en la primera pel·lícula amb més recaptació en el seu primer cap de setmana a Espanya, per davant de títols com Madagascar 3, Brave o Ice Age 3. Podeu destacar que, el llançament de Tadeu, va aconseguir recaptar en el seu primer dia d'estrena en els cinemes espanyols una mica més de 800 mil euros convertint-se en la pel·lícula més taquillera del divendres. Entre la seva estrena, el 31 d'agost, i el 2 de setembre de 2012, 410.000 espectadors van anar a veure la pel·lícula, aconseguint recaptar més de 2.850.000 euros. Això col·loca a la pel·lícula en posició de lluitar pel millor estrena animat de l'any al costat d'Ice Age 4 i quedant-se com el segon millor estrena de 2012 nacional a Espanya per darrere de Tengo ganas de ti.
A finals de setembre, la cinta d'animació d'Enrique Gato, produïda per la companyia Telecinco Cinema, va obtenir una recaptació d'11 milions d'euros a taquilla i va ser vista per més d'1.600.000 espectadors aconseguint en quatre setmanes el número u de la taquilla espanyola. També destacar que el tema principal de la seva banda sonora, "Et vaig a esperar", també va continuar sent el single més venut. Ja en el mes d'octubre els seus gairebé 13 milions d'euros recaptats la van convertir en la pel·lícula d'animació espanyola més taquillera de l'any per sobre de Tengo ganas de ti.